# Projekt 1249
Projekt 1249 (jinak též třída Pijavka) je třída říčních hlídkových lodí sovětského pohraničního vojska KGB. Celkem bylo postaveno osm jednotek této třídy. Ve službě jsou od roku 1979. Po zániku SSSR byla převzata ruskou pobřežní stráží. 

## Stavba
Celkem bylo postaveno osm jednotek této třídy. Plavidla postavila ruská loděnice Khabarovsk Shipbuilding Yard v Chabarovsku.
Lodě projektu 1249:
| Jméno             | Vstup do služby | Status                              |
| ----------------- | --------------- | ----------------------------------- |
| PSKR-52           | 1979            | aktivní                             |
| 80 let KDVRU      | 1980            | původní název jako PSKR-53, aktivní |
| PSKR-54           | 1981            | aktivní                             |
| PSKR-55           | 5. srpna 1981   | aktivní                             |
| Kazak Ussurijskij | 1982            | původní název jako PSKR-56, aktivní |
| PSKR-57           | 1983            | aktivní                             |
| PSKR-58           | 1983            | aktivní                             |
| PSKR-59           | 1984            | aktivní                             |

## Konstrukce
Plavidla jsou vyzbrojena jedním rotačním 30mm kanónem AK-630M na přídi. Doplňuje je jeden granátomet 30mm AG-17M Plamja a jeden přenosný protiletadlový raketový komplet Strela-2M. Pohonný systém tvoří tři diesely Zvezda M401B, každý o výkonu 1100 hp, pohánějící tři lodní šrouby. Nejvyšší rychlost dosahuje 17,4 uzlu. Autonomie je 7 dnů. Dosah je 500 námořních mil při rychlosti 10 uzlů.